# Thomas Jones (astronauta)
Thomas David Jones (22 gennaio 1955) è un ex astronauta statunitense. Ha partecipato alle quattro missioni spaziali Shuttle STS-59, STS-68, STS-80 e STS-98 come specialista di missione.